# Ochotona turuchanensis
A Pika-de-Turuchan (Ochotona turuchanensis) é um lagomorfo encontrado na Ásia.